# Edie Brickell & New Bohemians
Edie Brickell & New Bohemians es una banda de rock alternativo de los años 80´oriunda de Dallas, Texas, Estados Unidos. Su música combina elementos de rock, folk, blues, y jazz. 
Inicialmente compuesta por un grupo de estudiantes y amigos del barrio y la universidad, entre los que se destacan la cantante Edie Brickell, Brad Houser, Eric Presswood y Brandon Aly en la primera formación. 
Fue una banda muy conocida por el hit "What I Am" de 1988 que figura en su primer álbum "Shooting Rubberbands at the Stars". Luego del lanzamiento de su segundo álbum en 1990, Ghost of a Dog, la banda se disuelve. 
Finalmente en el 2006, el grupo se volvió a reunir con nuevas modificaciones, lanzando un nuevo álbum: Stranger Things, en su sitio Web.

## Comienzos
Inicialmente, Edie Brickell & New Bohemians estuvo integrada por tres chicos residentes del barrio de Deep Ellum de Downtown Dallas: la formación original incluía a Brad Houser en el bajo, Eric Presswood en la guitarra y Brandon Aly en la Batería 
El baterista Brandon Aly, junto con dos posteriores miembros de la banda Kenny Withrow, y John Bush, asistían a la universidad de arte arts magnet high school - Booker T. Washington High School for the Performing and Visual Arts. La cantante Edie Brickell también concurría a dicha universidad, pero sin que los otros integrantes supieran de ella ni se conocieran, hasta que durante un show de la banda en un bar que Edie frecuentaba, se animó a subir al escenario y cantar con ellos. A partir de este momento, Edie Brickell se sumó como integrante a la banda.
Su primer contrato no tardó en llegar: Una noche tocando en el bar Rick's Casablanca, un agente local quién se encontraba reclutando bandas para el bar se sintió atraído por su trabajo. La banda firmó una administración de seis meses, contrato el cual trajo actuaciones mejores pagas en Rick. Una vez concluidos los seis meses, comenzaron a realizar giras regulares en Deep Ellum.[2]. 
Presswood dejó la banda y Kenny Withrow lo reemplazó como guitarrista, tocando su primer show en julio de 1985 en el Starck Club en Dallas. John Busch se unió como baterista en septiembre de dicho año, debutando el 12 de septiembre cuando la banda hacía de soporte de Bo Diddley
La banda fue creciendo y tocando en reconocidos lugares de Texas como "New Bos", "Theater Gallery", "500 Cafe", y "Club Dada".
En 1988 culminan sus giras y trabajo compositivo con el álbum Shooting Rubberbands at the Stars. El álbum fue aclamado por la crítica y se convirtió en un gran éxito, vendiendo más de un millón de copias y producir el Top Ten " What I am "
Su segundo trabajo de estudio fue el álbum Ghost of a Dog, que a pesar de haber sido un buen álbum aclamado por la crítica, no alcanzó el éxito del primer álbum. En parte, tras la frustración de no haber alcanzado los mismos resultados que con su primer trabajo, Shooting Rubberbands at the Stars y diferencias entres los integrantes del grupo, la banda se disuelve. 

## Actividad reciente
En estos últimos años la banda ha vuelto a reagruparse bajo una nueva formación, realizando algunas recopilaciones de sus antiguas canciones, un álbum en vivo y componiendo nuevo material. A mediados de los años 90 Brickell, Bush y Withrow formaron paralelamente una pequeña banda bajo el nombre de "The Slip".En 2006 grabaron el álbum Stranger Things.
El 11 de octubre de 2018 lanzaron su nuevo álbum de estudios “Rocket” álbum es su primer álbum de estudio desde “Stranger Things” del 2006. 
La banda escribió las canciones del álbum durante los ensayos de su Concierto benéfico La Rondalla 2017. 
Después de eso, decidieron grabarlos, y la banda grabó siete canciones en ocho días. 
La cantante principal de la banda, Edie Brickell, dice que el álbum no tiene demasiada estructura y que a menudo mezcla géneros.  
Brickell también espera que este álbum sea un nuevo comienzo para la banda y los traiga de vuelta al radar.
El álbum trae 13 temas "What Makes You Happy" el primer single fue lanzado el 13 de septiembre de 2018 junto con un video musical para acompañarlo.                         
El segundo single, fue "Tell Me" y lo lanzaron el 27 de septiembre de 2018.

## Miembros

### Miembros actuales
- Brandon Aly @– batería - percusión
- Edie Arlisa Brickell @– Canto
- John Walter Bush @– batería - percusión
- John Bradley Houser @– Bajo, woodwinds
- Kenneth Neil Withrow @– Guitarra

### Miembros anteriores
- Carter Albrecht @– teclados, guitarra eléctrica, armónica, voz
- Wes Burt-Martin @– guitarra
- Mate Chamberlain @– batería - percusión
- Eric Presswood @– guitarra
- Chris Wheatley @– teclados
- Chris Whitten @– batería - percusión
- Paul "Wix" Wickens @– teclados

## Discografía

### Álbumes
| Año  | Álbum                             | EE.UU. | Reino Unido | AUS |
| ---- | --------------------------------- | ------ | ----------- | --- |
| 1988 | Shooting Rubberbands at the Stars | 4      | 25          | 31  |
| 1990 | Ghost of a Dog                    | 32     | —           | —   |
| 1999 | The Live Montauk Sessions         | —      | —           | —   |
| 2006 | Stranger Things                   | —      | —           | —   |
| 2018 | Rocket                            | —      | —           | —   |

### Singles
| Año  | Canción                      | US Hot | US Mod | US Main | UK[5] | AUS [6][7][8] | Álbum                                 |
| ---- | ---------------------------- | ------ | ------ | ------- | ----- | ------------- | ------------------------------------- |
| 1988 | "What I Am"                  | 7      | 4      | 9       | 31    | 18            | Shooting Rubberbands at the Stars     |
| 1988 | "Circle"                     | 48     | —      | 32      | 74    | 80            | Shooting Rubberbands at the Stars     |
| 1989 | "Little Miss S."             | —      | 14     | 38      | —     | —             | Shooting Rubberbands at the Stars     |
| 1990 | "A Hard Rain's a-Gonna Fall" | —      | 21     | 28      | 83    | 85            | Born on the Fourth of July soundtrack |
| 1990 | "Mama Help Me"               | —      | 17     | 26      | —     | —             | Ghost of a Dog                        |